# Dresi Kulon
Dresi Kulon is een bestuurslaag in het regentschap Rembang van de provincie Midden-Java, Indonesië. Dresi Kulon telt 1906 inwoners (volkstelling 2010).